# Кукова Острва на Светском првенству у атлетици у дворани 2018.
Кукова Острва су учествовала на 16. Светском првенству у атлетици у дворани 2018. одржаном у Бирмингему од 1. до 4. марта. Ово је њихово седмо учешће на светским првенствима. Репрезентацију Кукових Острва представљала је 1 такмичарка, која се такмичила у трци на 60 метара.,
На овом првенству такмичарка Кукових Острва није освојила ниједну медаљу али је оборила национални и лични рекорд.

## Учесници
Жене:
- Патриша Таеа — 60 м

## Резултати

### Жене
| Атлетичарка  | Дисциплина | Лични рекорд | Квалификација | Квалификација | Полуфинале            | Полуфинале            | Финале                | Финале  | Детаљи |
| Атлетичарка  | Дисциплина | Лични рекорд | Резултат      | Место         | Резултат              | Место                 | Резултат              | Место   | Детаљи |
| ------------ | ---------- | ------------ | ------------- | ------------- | --------------------- | --------------------- | --------------------- | ------- | ------ |
| Патриша Таеа | 60 м       | 7,93 НР      | 7,90 НР, ЛР   | 8. у гр. 5    | Није се квалификовала | Није се квалификовала | Није се квалификовала | 45 / 47 |        |